# TV9
TV9是马来西亚一个免费的私人电视台。TV9作为首要媒体旗下的电视频道，开播于2006年4月22日。它的前身为第九频道（Channel 9），于2003年9月9日开播，但由于面临财物困难，第九频道于2005年2月3日正式停播，并在之后被首要媒体收购。该频道播出時間曾為上午6时至隔日凌晨1时，马来西亚标准时间2019年5月6日午夜12点起，開始24小時播出。节目主要迎合乡村马来人族群，其中包括伊斯兰宗教节目和印尼肥皂剧；此外，它还与美国儿童电视频道尼克国际儿童频道合作，在下午设立“尼克在9”播放后者的动画节目（該時段第一次曾於2016年4月1日起暂停播放，但于2019年1月1日起恢复，該時段第二次曾於2023年1月1日起暂停播放），每周7天播放24小时的全日广播。

## 历史

### 第九频道时期
1997年，TV3计划开设第二个名为“TV9”的频道，与当今的同名电视网络无关。信息部尚未收到该申请。该计划后来被取消。

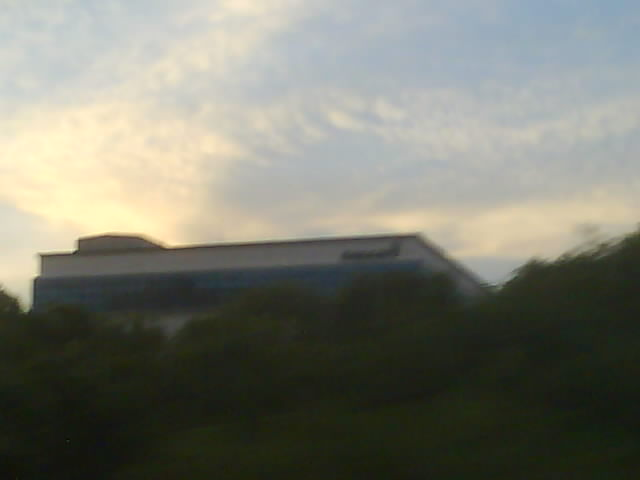
第九频道被收购前的总部

TV9的前身第九频道于2003年9月9日开播，其员工主要由前MetroVision员工组成。该频道播放包括英语、華語、马来语和泰米尔语节目以及少量电视购物节目。
该频道于2003年11月开始升级其广播传输。
2004年6月，第九频道推出了价格实惠的广告电视付费率，该费率降低了80%。
当时的THR FM运营商Anaza私人有限公司，从Medanmas私人有限公司收购了第九频道媒体私人有限公司。随后在2004年，第9频道更换新的口号：“马来西亚……啦！”
自收购后第九频道推出了一个专门播出印地语电影的时段，并称为“印地力量”（Hindi Power），其中还包括泰米尔宝莱坞节目。第九频道的新闻节目Liputan 9（英語：9 Coverage）是频道的旗舰晚间新闻节目。在2005年元旦时，第九频道宣布它将于2005年2月1日停止运营，以重组其债务和公司组织。在此期间，它还面临来自马来西亚其他免费电视台的激烈竞争。同一天，马来西亚最大的媒体公司首要媒体宣布收购Ch-9 Media Sdn Bhd（第九频道媒体私人有限公司）98％的股权，并几乎将马来西亚所有私人免费电视台纳入其下。
2005年6月，第九频道被马来西亚最大的媒体公司首要媒体集团收购。与此同时，该公司计划在2006年初重新启动第九频道。
2005年9月，首要媒体确认，在获得少数股东的批准后，它将在2006年第一季度重新启动该频道。它还完成了对第九频道媒体有限公司（前身为Medanmas）100%股权的收购，并几乎完成了该公司对马来西亚所有商业免费电视网络的所有权。

### 更名为TV9
在首要媒体收购第九频道媒体私人有限公司之后，第九频道更名为TV9。TV9试播于2006年4月1日开始，每天晚上8点至午夜播出4小时。该频道于2006年4月22日中午正式开始播出，新的口号为“靠近心”。
TV9在2006年4月22日至2006年12月31日期间没有该频道或其他广播电视频道的任何主要新闻广播时段。
2007年5月，在成立一周年之际，TV9将其广播时间从每周75小时延长到85小时。
2007年至2008年期间，TV9与国家公共教育电视频道 TV Pendidikan共享时间。然而，这在2009年被取消，因为TV9开始日间广播，而TV Pendidikan教育频道的所有内容都转移到了EduwebTV教育频道网。
2010年1月1日，该频道更换口号为“在您心里”。在播出的头几个月里，除了联播来自NTV7的Edisi 7之外，TV9并没有自制新闻节目。TV9于2007年1月1日开始在“TV9新闻” (前名：Berita TV9，现名： Buletin TV9) 品牌下制作新闻节目。目前播放两个半小时的版本，包括正午版以及晚间版。
TV9可通过马来西亚半岛的地面电视收看。从2006年12月开始，TV9通过付费电视提供商Astro将其覆盖范围扩大到沙巴和砂拉越。
马来西亚标准时间2019年5月6日午夜12点，TV9播出时间改为全天候24小时播放。TV9开始24小时和7天播出，与TV3、NTV7和八度空间同步24小时和7天播出该时间时段。
2021年9月，TV9进行了品牌重塑，其黄金时段移至下午6点，而其新闻公告移至晚上7点。
2021年9月9日，TV9正式推出了新标志和座右铭“快乐承诺”。
2024年10月15日，首要媒体集团于宣布，其所有电视网络（包括TV9）的新闻业务将从2024年10月21日开始在该公司的吉隆坡孟沙Balai Berita播出，此前该电视网络在雪兰莪八打灵再也万达镇Sri Pentas运营了二十多年。